# Giải đua xe Công thức 1 2012

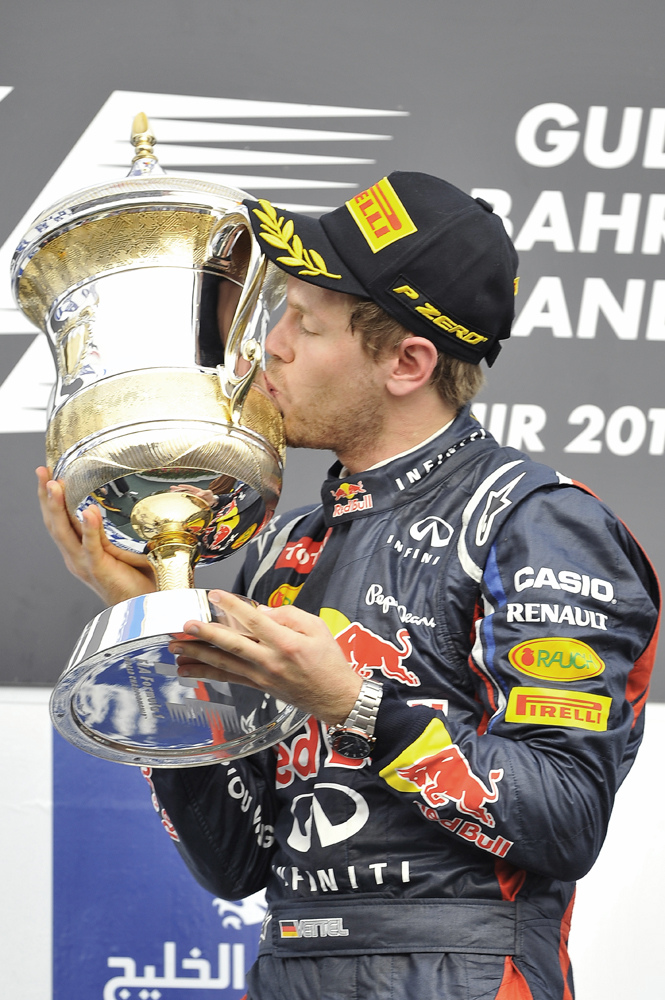
Sebastian Vettel của Red Bull Racing là nhà vô địch của giải đua xe Công thức 1 năm 2012

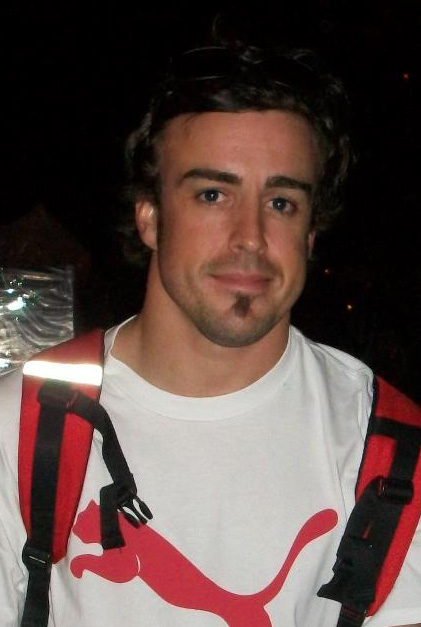
Fernando Alonso của Ferrari kết thúc ở vị trí á quân.

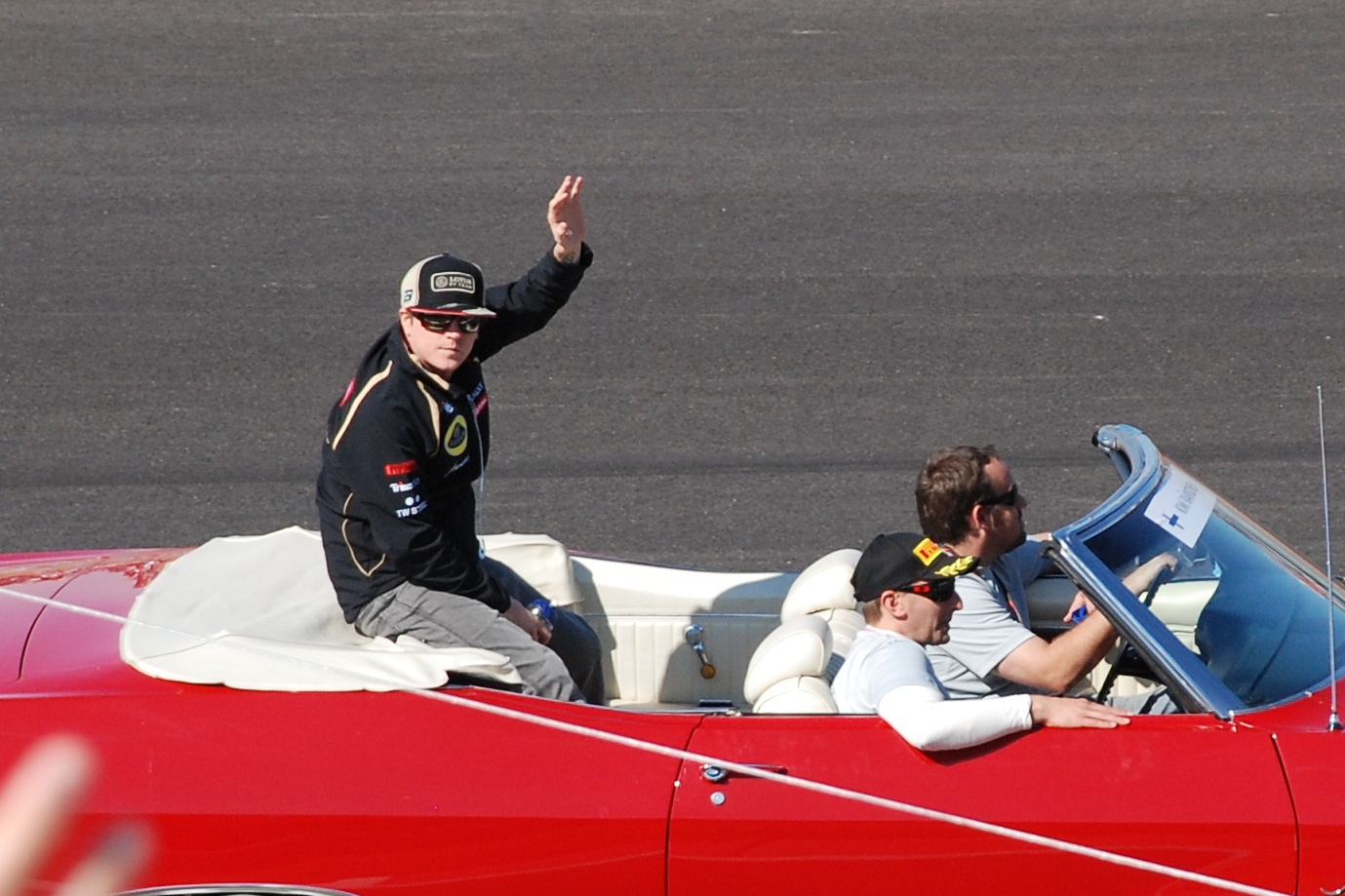
Kimi Räikkönen của Lotus kết thúc ở vị trí thứ ba

Giải đua xe Công thức 1 2012 là mùa giải thứ 63 của Công thức 1 do Liên đoàn Ô tô Quốc tế (FIA) tổ chức. Giải đua này diễn ra trong vòng 20 chặng đua, bắt đầu ở Úc vào ngày 18 tháng 3 và kết thúc ở Brazil vào ngày 25 tháng 11.
Giải đua ô tô Công thức 1 Hoa Kỳ quay trở lại lịch nhưng được tổ chức tại Circuit of the Americas, một đường đua mới được xây ở Austin, Texas thay vì ở Indianapolis. Sau khi bị hủy bỏ vào năm 2011 do cuộc nổi dậy, giải đua ô tô Công thức 1 Bahrain cũng quay trở lại lịch.
Sebastian Vettel giành chức vô địch thứ ba liên tiếp sau khi cán đích ở vị trí thứ sáu ở giải đua ô tô Công thức 1 Brazil. Anh trở thành tay đua thứ ba trong lịch sử Công thức 1 làm được điều này. Trong bảng xếp hạng các đội đua, Red Bull Racing giành được chức vô địch thứ ba liên tiếp khi Vettel về nhì tại giải đua ô tô Công thức 1 Hoa Kỳ. Ngoài bảy tay đua khác nhau giành chiến thắng trong bảy chặng đua đầu tiên, mùa giải 2012 đã phá vỡ nhiều kỷ lục khác. Lịch của mùa giải bao gồm 20 chặng đua, phá kỷ lục trước đó là 19 chặng (được lập lần đầu tiên tại giải đua xe Công thức 1 2005). Sáu tay đua vô địch hiện tại hoặc trước đây – Sebastian Vettel, Fernando Alonso, Jenson Button, Lewis Hamilton, Kimi Räikkönen và Michael Schumacher tham gia mùa giải này và phá vỡ kỷ lục năm tay đua vô địch tham gia vào năm 1970. Đây là mùa giải cuối cùng của nhà vô địch thế giới bảy lần người Đức Michael Schumacher sau khi ông tuyên bố từ giã Công thức 1 lần thứ hai tại giải đua ô tô Công thức Brazil 2012.

## Các tay đua và đội đua
Bảng này liệt kê tất cả các tay đua có hợp đồng với đội đua với tư cách là tay đua chính hoặc tay đua dự bị/lái thử cho mùa giải 2012 hoặc những tay đua đã tham gia các cuộc lái thử chính thức. Các đội đua sau đây được sắp xếp theo thứ tự của bảng xếp hạng các đội đua vào năm 2011.
| Đội đua                       | Xe đua            | Động cơ           | Số xe | Tay đua            | Số chặng đua đã tham gia | Tay đua lái thử/dự bị                                                                                      |
| ----------------------------- | ----------------- | ----------------- | ----- | ------------------ | ------------------------ | --- |
| Red Bull Racing               | Red Bull RB8      | Renault RS27-2012 | 1     | Sebastian Vettel   | Tất cả                   | Sébastien Buemi António Félix da Costa Robin Frijns                                                        |
| Red Bull Racing               | Red Bull RB8      | Renault RS27-2012 | 2     | Mark Webber        | Tất cả                   | Sébastien Buemi António Félix da Costa Robin Frijns                                                        |
| Vodafone McLaren Mercedes     | McLaren MP4-27    | Mercedes FO 108Z  | 3     | Jenson Button      | Tất cả                   | Kevin Magnussen Gary Paffett Oliver Turvey                                                                 |
| Vodafone McLaren Mercedes     | McLaren MP4-27    | Mercedes FO 108Z  | 4     | Lewis Hamilton     | Tất cả                   | Kevin Magnussen Gary Paffett Oliver Turvey                                                                 |
| Scuderia Ferrari              | Ferrari F2012     | Ferrari Type 056  | 5     | Fernando Alonso    | Tất cả                   | Olivier Beretta Andrea Bertolini Jules Bianchi Gianmaria Bruni Giancarlo Fisichella Marc Gené Davide Rigon |
| Scuderia Ferrari              | Ferrari F2012     | Ferrari Type 056  | 6     | Felipe Massa       | Tất cả                   | Olivier Beretta Andrea Bertolini Jules Bianchi Gianmaria Bruni Giancarlo Fisichella Marc Gené Davide Rigon |
| Mercedes AMG Petronas F1 Team | Mercedes F1 W03   | Mercedes FO 108Z  | 7     | Michael Schumacher | Tất cả                   | Sam Bird Brendon Hartley                                                                                   |
| Mercedes AMG Petronas F1 Team | Mercedes F1 W03   | Mercedes FO 108Z  | 8     | Nico Rosberg       | Tất cả                   | Sam Bird Brendon Hartley                                                                                   |
| Lotus F1 Team                 | Lotus E20         | Renault RS27-2012 | 9     | Kimi Räikkönen     | Tất cả                   | Jérôme D’Ambrosio Edoardo Mortara Nicolas Prost Davide Valsecchi                                           |
| Lotus F1 Team                 | Lotus E20         | Renault RS27-2012 | 10    | Romain Grosjean    | 1–12, 14–20              | Jérôme D’Ambrosio Edoardo Mortara Nicolas Prost Davide Valsecchi                                           |
| Lotus F1 Team                 | Lotus E20         | Renault RS27-2012 | 10    | Jérôme d'Ambrosio  | 13                       | Jérôme D’Ambrosio Edoardo Mortara Nicolas Prost Davide Valsecchi                                           |
| Sahara Force India F1 Team    | Force India VJM05 | Mercedes FO 108Z  | 11    | Paul di Resta      | Tất cả                   | Jules Bianchi Conor Daly Rodolfo González Gary Paffett Luiz Razia                                          |
| Sahara Force India F1 Team    | Force India VJM05 | Mercedes FO 108Z  | 12    | Nico Hülkenberg    | Tất cả                   | Jules Bianchi Conor Daly Rodolfo González Gary Paffett Luiz Razia                                          |
| Sauber F1 Team                | Sauber C31        | Ferrari Type 056  | 14    | Kamui Kobayashi    | Tất cả                   | Robin Frijns Esteban Gutiérrez                                                                             |
| Sauber F1 Team                | Sauber C31        | Ferrari Type 056  | 15    | Sergio Pérez       | Tất cả                   | Robin Frijns Esteban Gutiérrez                                                                             |
| Scuderia Toro Rosso           | Toro Rosso STR7   | Ferrari Type 056  | 16    | Daniel Ricciardo   | Tất cả                   | Sébastien Buemi Johnny Cecotto jr. Luiz Razia                                                              |
| Scuderia Toro Rosso           | Toro Rosso STR7   | Ferrari Type 056  | 17    | Jean-Éric Vergne   | Tất cả                   | Sébastien Buemi Johnny Cecotto jr. Luiz Razia                                                              |
| Williams F1 Team              | Williams FW34     | Renault RS27-2012 | 18    | Pastor Maldonado   | Tất cả                   | Valtteri Bottas Susie Wolff                                                                                |
| Williams F1 Team              | Williams FW34     | Renault RS27-2012 | 19    | Bruno Senna        | Tất cả                   | Valtteri Bottas Susie Wolff                                                                                |
| Caterham F1 Team              | Caterham CT01     | Renault RS27-2012 | 20    | Heikki Kovalainen  | Tất cả                   | Giedo van der Garde Rodolfo González Alexander Rossi                                                       |
| Caterham F1 Team              | Caterham CT01     | Renault RS27-2012 | 21    | Vitaly Petrov      | Tất cả                   | Giedo van der Garde Rodolfo González Alexander Rossi                                                       |
| HRT Formula 1 Team            | HRT F112          | Cosworth CA2012   | 22    | Pedro de la Rosa   | Tất cả                   | Dani Clos Vitantonio Liuzzi Ma Qinghua                                                                     |
| HRT Formula 1 Team            | HRT F112          | Cosworth CA2012   | 23    | Narain Karthikeyan | Tất cả                   | Dani Clos Vitantonio Liuzzi Ma Qinghua                                                                     |
| Marussia F1 Team              | Marussia MR01     | Cosworth CA2012   | 24    | Timo Glock         | Tất cả                   | Max Chilton Rio Haryanto María de Villota                                                                  |
| Marussia F1 Team              | Marussia MR01     | Cosworth CA2012   | 25    | Charles Pic        | Tất cả                   | Max Chilton Rio Haryanto María de Villota                                                                  |

Chú thích:
1. ↑  Tay đua này đã tham gia sự kiện Ngày Tay đua Trẻ (Young Driver Days) cho đội đua này.
2. 1 2 3 4 5 6 7 8 9 10 11 12 13  Tay đua này đã tham gia sự kiện Ngày Tay đua Trẻ (Young Driver Days) cho đội đua này.
3. 1 2  Tay đua này đã được đội đua sử dụng trong ít nhất một buổi tập miễn phí vào thứ Sáu.
4. ↑  Gary Paffett được bổ nhiệm làm tay đua dự bị cho Force India cho giải đua ô tô Công thức 1 vì Jules Bianchi vắng mặt do tham gia giải đua xe Formula Renault 3.5.
5. 1 2 3 4 5 6  Tay đua này đã được đội đua sử dụng trong ít nhất một buổi tập vào thứ Sáu.
6. 1 2 3 4 5 6  Tay đua này đã tham gia sự kiện Ngày Tay đua Trẻ (Young Driver Days) cho đội đua này.

### Thay đổi tay đua

#### Thay đổi tay đua trong suốt mùa giải
Romain Grosjean, tay đua của Lotus, bị ban quản lý cuộc đua kết tội là người chịu trách nhiệm gây ra vụ va chạm đa xe trong vòng đua mở màn của giải đua ô tô Công thức 1 Bỉ. Vì vậy, anh bị cấm tham gia chặng đua tiếp theo ở Ý và bị phạt 50.000 € vì đã tham gia vào vụ va chạm và được thay thế bởi tay đua lái thử và dự bị của đội, Jérôme d'Ambrosio. Sau chặng đua ở Ý, Grosjean trở lại đội cho chặng đua tiếp theo ở Singapore.

### Thay đổi đội đua
Ba đội đua sau đây thay đổi tên trong mùa giải này:
- Đội Lotus (tham gia Công thức 1 vào năm 2010 với tên gọi Lotus Racing) đã không sử dụng tên gọi Lotus và thay thế tên của mình với Caterham, nhà sản xuất ô tô thể thao của Anh. Cả đội đua và nhà sản xuất xe thể thao đều thuộc sở hữu của doanh nhân người Malaysia Tony Fernandes và tên đội chính thức cho mùa giải này là Caterham F1 Team.
- Cái tên gọi Lotus sau đó được tiếp quản bởi đội Renault trước đó. Cho đến nay, Lotus chỉ là nhà tài trợ chính của đội đua tham gia với tên gọi là Lotus Renault GP thuộc sở hữu của công ty Genii Capital của Luxembourg.
- Virgin đã đổi tên thành Marussia sau hai năm thành lập do Marussia Motors, nhà sản xuất ô tô Nga, đã sở hữu cổ phần trong đội ban đầu với tên gọi là Manor Grand Prix. Đội chọn tên gọi Marussia F1 Racing làm tên chính thức và ủy ban Công thức 1 đã chấp thuận điều đó.

Điều này có nghĩa rằng tất cả đội đua được phép giữ phí bảo hiểm từ mùa giải 2011 kể cả khi thay đổi tên. Ngoài ra, Liên đoàn Ô tô Quốc tế (FIA)  đã cho phép các đội đua đổi tên.
Thêm vào đó, ba đội đua khác cũng thay đổi tên của mình. Mercedes đã tích hợp công ty con, nhà sản xuất xe thể thao AMG, vào tên của mình và thi đấu với tư cách là Mercedes AMG Petronas F1 Team. Force India tham gia với tên gọi Sahara Force India F1 Team do cổ đông mới, Sahara India Pariwar, đã được nhắc tên. AT&T chấm dứt với tư cách là nhà tài trợ chính với Williams và vì thế, Williams sẽ thi đấu với tên gọi Williams F1 Team vào mùa giải này.

## Lịch đua
| Stt | Chặng đua                             | Trường đua                                      | Ngày        |
| --- | ------------------------------------- | ----------------------------------------------- | ----------- |
| 1   | Giải đua ô tô Công thức 1 Úc          | Trường đua Albert Park, Melbourne               | 18 tháng 3  |
| 2   | Giải đua ô tô Công thức 1 Malaysia    | Trường đua Sepang International, Kuala Lumpur   | 25 tháng 3  |
| 3   | Giải đua ô tô Công thức 1 Trung Quốc  | Trường đua Shanghai International, Thượng Hải   | 15 tháng 4  |
| 4   | Giải đua ô tô Công thức 1 Bahrain     | Trường đua Bahrain International, Sakhir        | 22 tháng 4  |
| 5   | Giải đua ô tô Công thức 1 Tây Ban Nha | Trường đua Barcelona-Catalunya, Montmeló        | 13 tháng 5  |
| 6   | Giải đua ô tô Công thức 1 Monaco      | Trường đua Monaco, Monte Carlo                  | 27 tháng 5  |
| 7   | Giải đua ô tô Công thức 1 Canada      | Trường đua Gilles Villeneuve, Montréal          | 10 tháng 6  |
| 8   | Giải đua ô tô Công thức 1 Châu Âu     | Trường đua đường phố Valencia, Valencia         | 24 tháng 6  |
| 9   | Giải đua ô tô Công thức 1 Anh         | Trường đua Silverstone, Silverstone             | 8 tháng 7   |
| 10  | Giải đua ô tô Công thức 1 Đức         | Trường đua Hockenheimring, Hockenheim           | 22 tháng 7  |
| 11  | Giải đua ô tô Công thức 1 Hungary     | Hungaroring, Mogyoród                           | 29 tháng 7  |
| 12  | Giải đua ô tô Công thức 1 Bỉ          | Trường đua Spa-Francorchamps, Stavelot          | 2 tháng 9   |
| 13  | Giải đua ô tô Công thức 1 Ý           | Trường đua Monza, Monza                         | 9 tháng 9   |
| 14  | Giải đua ô tô Công thức 1 Singapore   | Trường đua đường phố Marina Bay, Singapore      | 23 tháng 9  |
| 15  | Giải đua ô tô Công thức 1 Nhật Bản    | Trường đua Suzuka International, Suzuka         | 7 tháng 10  |
| 16  | Giải đua ô tô Công thức 1 Hàn Quốc    | Trường đua Korea International Circuit, Yeongam | 14 tháng 10 |
| 17  | Giải đua ô tô Công thức 1 Ấn Độ       | Trường đua Buddh International, Greater Noida   | 28 tháng 10 |
| 18  | Giải đua ô tô Công thức 1 Abu Dhabi   | Trường đua Yas Marina, Abu Dhabi                | 4 tháng 11  |
| 19  | Giải đua ô tô Công thức 1 Hoa Kỳ      | Trường đua Americas, Austin, Texas              | 18 tháng 11 |
| 20  | Giải đua ô tô Công thức 1 Brasil      | Trường đua José Carlos Pace, São Paulo          | 25 tháng 11 |

### Thay đổi lịch đua
Sau khi giải đua ô tô Công thức 1 Bahrain bị hủy bỏ vào năm 2011, chặng đua đó đã được khôi phục cho mùa giải 2012 với ngày tạm thời là tháng 10. Trong phiên bản chính thức của lịch, cuộc đua diễn ra tháng 4.
Giải đua ô tô Công thức 1 Đức quay trở lại Hockenheim sau khi giải đua ô tô Công thức 1 Đức 2011 được tổ chức tại trường đua Nürburgring, phù hợp với chính sách luân phiên giữa các địa điểm của sự kiện.
Vào tháng 5 năm 2010, có thông báo rằng Austin, Texas sẽ tổ chức sự trở lại của giải đua ô tô Công thức 1 Hoa Kỳ kể từ giải đua ô tô Công thức 1 Hoa Kỳ ở trường đua Indianapolis vào năm 2007. Được biết đến với tên gọi Circuit of the Americas, trường đua này sẽ ở một địa điểm hoàn toàn mới với mục đích là trường đua cố định.
Giải đua ô tô Công thức 1 Thổ Nhĩ Kỳ lần đầu tiên được đưa vào lịch tạm thời nhưng sau đó bị xóa khỏi lịch sau khi Ban quản lý Công thức 1 và các nhà tổ chức sự kiện không thể thống nhất về một hợp đồng gia hạn. Vào tháng 8 năm 2011, những người tổ chức cuộc đua tiết lộ rằng họ đang đàm phán với Bernie Ecclestone để tiếp tục vị trí của họ trên lịch. Tuy nhiên, cuộc đua đã bị xóa khỏi lịch vào cuối tháng đó. Cuối cùng, chặng đua này sẽ quay trở lại vào năm 2020 do đại dịch COVID-19.

## Thay đổi quy định

### Thay đổi quy định kỹ thuật
Thay đổi rõ ràng nhất trong mùa giải này là việc hạ thấp mũi xe từ 62,5 cm xuống còn 55 cm. Vì điều này chỉ ảnh hưởng đến khu vực phía trên cánh trước nên hầu hết các xe ô tô đều có một cái bướu nổi bật ở phía trước hệ thống treo trước. Chỉ có hai chiếc xe đua McLaren MP4-27 và Marussia MR01 là không có phần cong này. Lý do của sự thay đổi là những lo ngại về an toàn vì mũi xe được đặt ở vị trí càng cao càng tốt vì khí động học, đồng nghĩa với việc tay đua sẽ gặp rủi ro cao hơn trong trường hợp va chạm.
Trong mùa giải 2011, một số đội, bao gồm cả đội đuơng kim vô địch Red Bull, đã chọn hệ thống xả hướng khí thải từ động cơ đến bộ khuếch tán phía sau, do đó đảm bảo lực ép xuống cao hơn. Việc quản lý động cơ đảm bảo rằng ngay cả khi tay đua bỏ chân ga, áp suất tiếp xúc vẫn không bị đứt do nhiên liệu được bơm thêm. Lệnh cấm đối với "bộ khuếch tán thổi" đã được thảo luận trong mùa giải 2011 nhưng đã bị hoãn lại cho đến đầu mùa giải 2012 sau khi các đội phản đối.
Để tiết kiệm chi phí, thời gian hoạt động tối đa của đường hầm gió được giới hạn ở 60 giờ mỗi tuần.

### Thay đổi quy định thể thao
Các tay đua giờ đây cũng không được phép rời khỏi đường đua trong các vòng inlaps và outlaps nếu có lý do không cần thiết. Trong mùa giải trước, một số tay đua đã cắt đường đua cho phép trong các bài kiểm tra, đặc biệt là trong vòng đua sau khi ra khỏi là pit để tiết kiệm lốp và nhiên liệu. Ngoài ra, các tay đua đã rời khỏi mạch đua để bảo vệ vị trí của mình không được phép quay lại mạch đua.
Trong giai đoạn xe an toàn, tất cả các xe đua bị bắt vòng được phép vượt vòng để không cản trở các xe đua nhanh hơn khi bắt đầu lại. Trước đây, những chiếc xe mới chỉ phải vượt qua các bài kiểm tra va chạm của FIA trước cuộc đua đầu tiên của mùa giải. Từ mùa giải này, điều này cũng được áp dụng cho các buổi đua thử.
Trong những năm gần đây, thử nghiệm trong mùa đã bị cấm để cắt giảm chi phí.

## Tường thuật

### Buổi thử nghiệm tiền mùa giải
Trước mùa giải 2012, ba buổi thử nghiệm đã diễn ra; một ở trường đua Jerez và hai ở Barcelona. Các buổi thử nghiệm này đã tạo cơ hội cho các đội và tay đua làm quen với xe đua của họ. Tại buổi thử nghiệm thứ hai ở Barcelona, Lotus F1 Team đã phát hiện ra một lỗi nghiêm trọng trong quá trình chế tạo khung gầm khiến họ phải bỏ lỡ bốn ngày thử nghiệm trong khi cả HRT và Marussia đều không thể hoàn thành bất kỳ vòng đua nào với những chiếc xe đời 2012 của họ sau cả hai buổi thử nghiệm. Những chiếc xe đua HRT F112 và Marussia MR01 đã không thể thực hiện các cuộc thử nghiệm va chạm của chúng mặc dù cả hai đội đều có thể hoàn thành thử nghiệm với chiếc xe của họ.

### Diễn biến mùa giải

#### Những chặng đua đầu tiên
Trong chặng đua đầu tiên của mùa giải ở Úc, Jenson Button vượt lên và dẫn trước đồng đội Lewis Hamilton và cả hai tay đua của Red Bull trong khi các tay đua còn lại bị chặn do một cuộc va chạm ở vòng cua đầu tiên. Button không bị thách thức trong suốt cuộc đua ngay cả sau khi xe an toàn giữa cuộc đua vì chiếc xe Caterham của Vitaly Petrov bị hỏng. Button giành chiến thắng cuộc đua này trước Sebastian Vettel sau khi anh tận dụng sự triển khai của xe an toàn để vượt qua Hamilton. Đó cũng là chiến thắng lần thứ ba ở Melbourne của Button. 

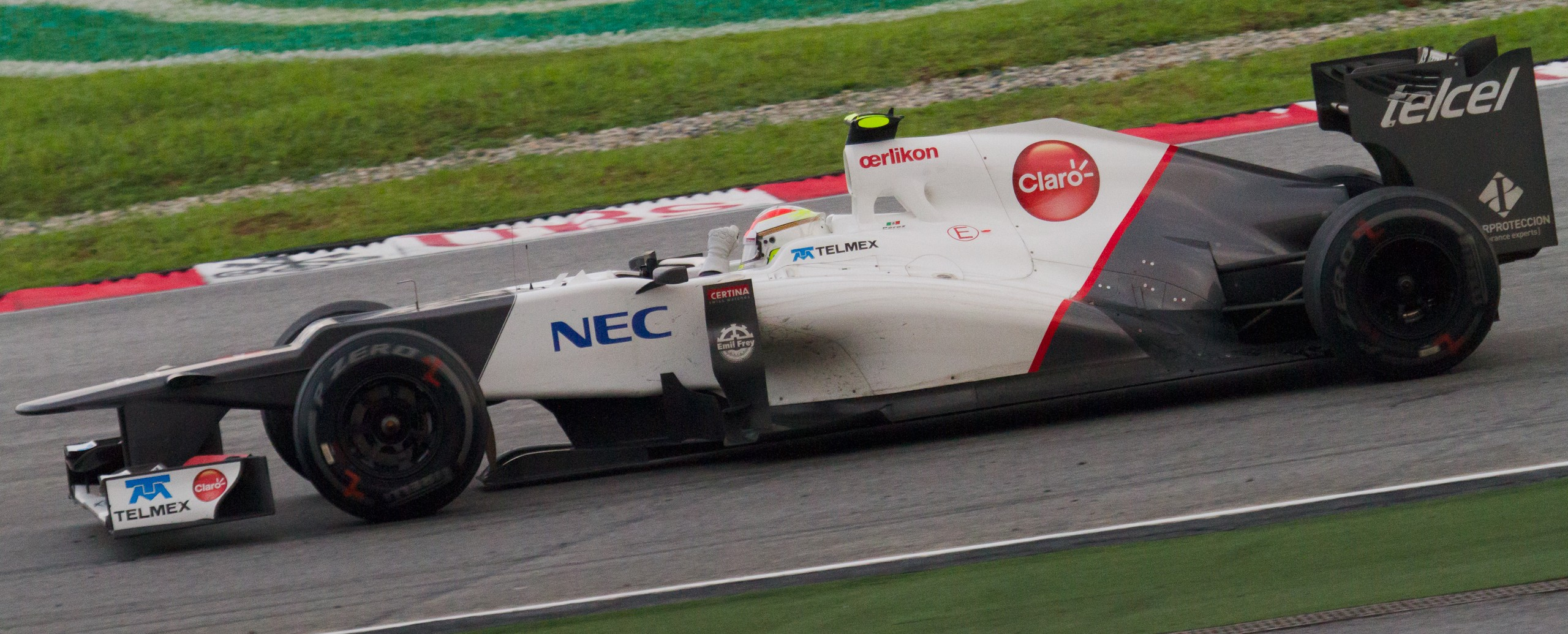
Sergio Pérez lên bục trao giải lần đầu tiên trong sự nghiệp Công thức 1 của mình.

Cả hai tay đua của McLaren xuất phát ở hai vị trí đầu tiên tại giải đua ô tô Công thức 1 Malaysia và Lewis Hamilton một lần nữa xuất phát từ vị trí đầu tiên. Hamilton xuất phát tốt hơn Jenson Button nhưng anh chỉ dẫn đầu trong thời gian ngắn do thời tiết mưa lớn làm gián đoạn cuộc đua. Khi cuộc đua bắt đầu lại một giờ sau đó, Button va chạm với Narain Karthikeyan khiến anh phải đổi mũi xe đột xuất. Fernando Alonso lấy vị trí dẫn đầu sau cuộc đổi lốp chậm của Hamilton, với Sergio Pérez của Sauber bất ngờ ở vị trí thứ hai sau khi đổi lốp sớm vì lốp xe trong thời tiết ẩm ướt khắc nghiệt. Pérez kéo khoảng cách xuống còn nửa giây với bảy vòng còn lại nhưng lái chệch đường đua ở vòng cua số 14 và mất năm giây. Sau đó, anh thừa nhận rằng đó là sai lầm của mình. Vì lỗi đua đó, anh không thể thu hẹp khoảng cách và Alonso cuối cùng giành chiến thắng trong cuộc đua với khoảng cách hai giây. Pérez đứng thứ hai và lên bục trao giải lần đầu tiên trong sự nghiệp Công thức 1 của mình và đó cũng là kết quả tốt nhất từ trước đến nay của Sauber. Hamilton về thứ ba trước Mark Webber và Kimi Räikkönen.

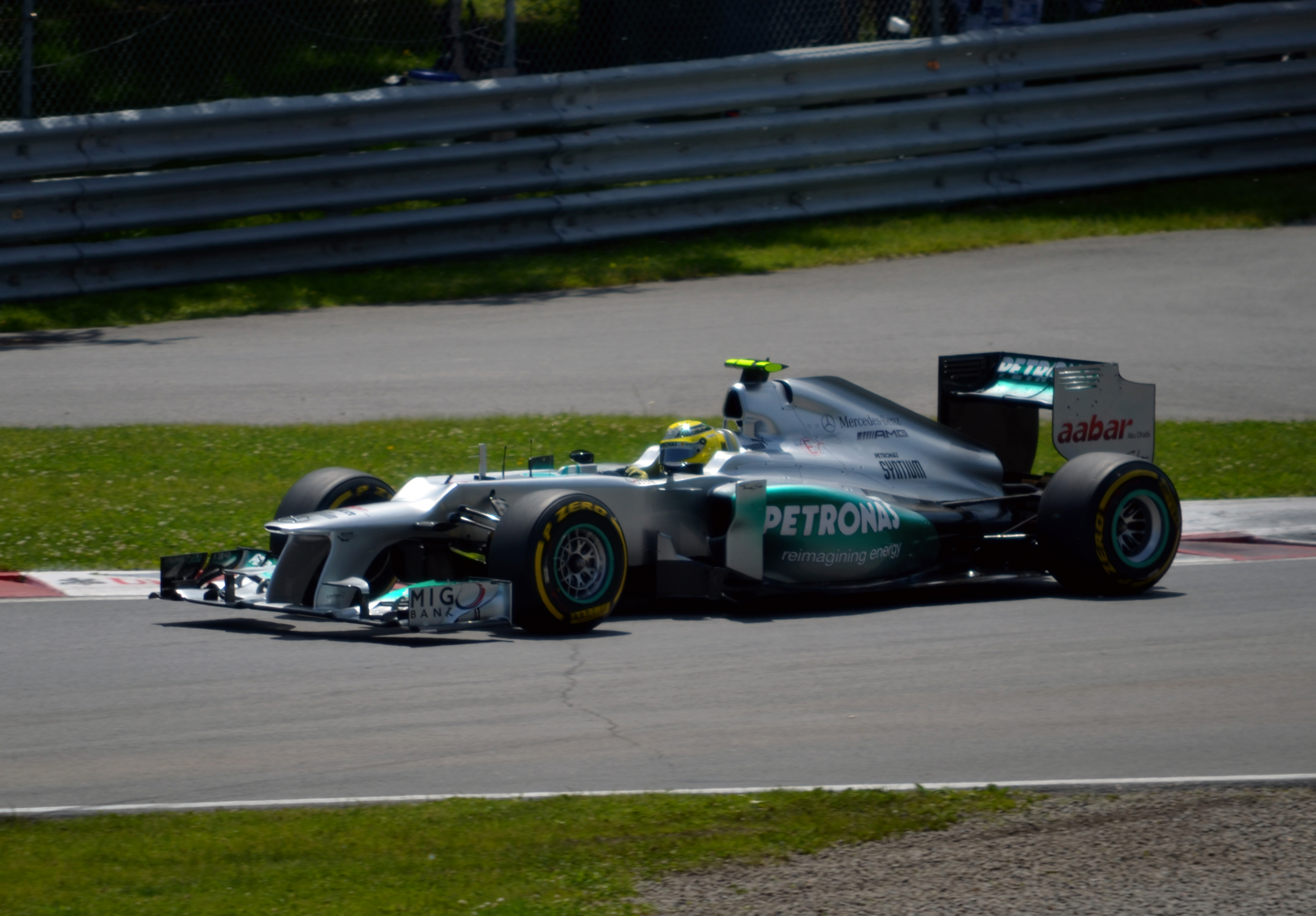
Nico Rosberg giành chiến thắng tại giải đua ô tô Công thức 1 Trung Quốc sau khi xuất phát từ vị trí pole

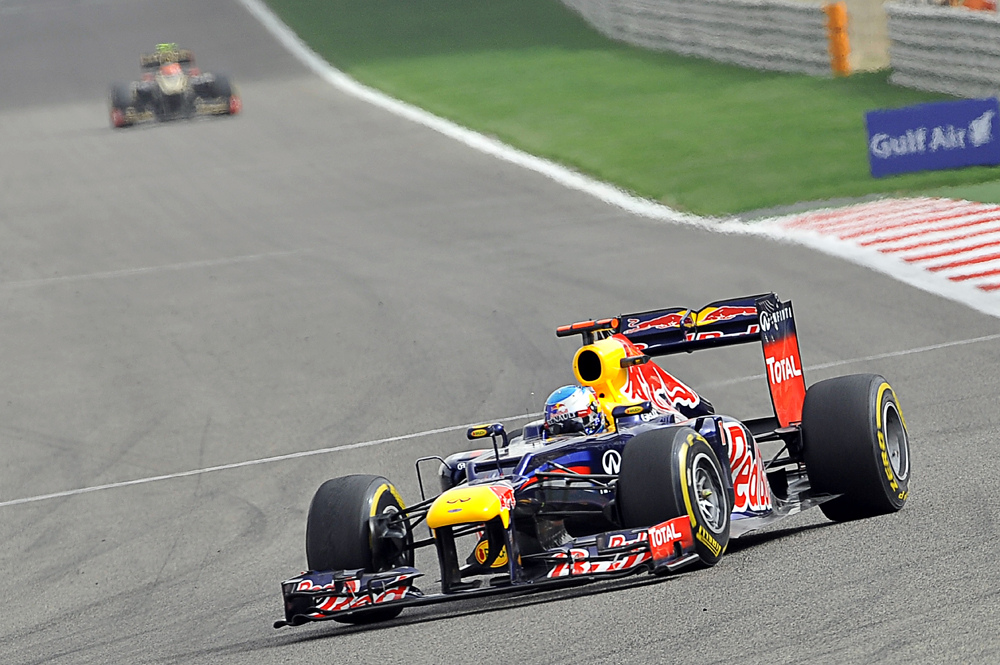
Sebastian Vettel giành chiến thắng đầu tiên của mình trong mùa giải này trước cặp tay đua Lotus F1 Team Kimi Räikkönen và Romain Grosjean.

Tại giải đua ô tô Công thức 1 Trung Quốc ba tuần sau đó, Nico Rosberg giành vị trí pole đầu tiên của anh và của Mercedes kể từ khi trở lại Công thức 1 vào năm 2010. Lewis Hamilton bị phạt vì thay đổi hộp số và do vậy, Michael Schumacher được thăng lên vị trí thứ hai. Rosberg sớm dẫn đầu cuộc đua và trong khi chiến lược hoàn thành cuộc đua chỉ với hai lần đổi lốp của anh bị Jenson Button gây áp lực thì một sai lầm của đội pit của Button trong lần đổi lốp cuối cùng mang lại cho Rosberg một khoảng cách lợi thế 19 giây trước Kimi Räikkönen. Räikkönen cũng cố gắng thực hiện chiến lược hai lần dừng lốp tương tự nhưng lốp xe của anh bị mòn bảy vòng trước khi kết thúc cuộc đua và anh bị tụt xuống mười một vị trí chỉ trong một vòng đua. Điều này buộc Rosberg phải lái xe thận trọng để bảo toàn lốp xe của mình trong khi Button phục hồi sau lần dừng pit tai hại để vượt qua Sebastian Vettel về thứ hai. Rosberg bảo quản lốp xe của mình tốt và về đích ở vị trí thứ nhất và trở thành tay đua thứ 103 giành chiến thắng trong Công thức 1. Đồng thời, đó cũng là chiến thắng đầu tiên của Mercedes kể từ khi Juan Manuel Fangio tại giải đua ô tô Công thức 1 Ý 1955. Button đứng thứ hai và Hamilton ghi vị trí thứ ba liên tiếp và điều này giúp Hamilton dẫn trước Button trong bảng xếp hạng.
Tại giải đua ô tô Công thức 1 Bahrain, Sebastian Vettel xuất phát từ vị trí pole lần đầu tiên trong mùa giải này kể từ giải đua ô tô Công thức 1 Brazil 2011. Vettel giành chiến thắng cuộc đua này và trở thành người chiến thắng thứ tư. Xuất phát từ vị trí thứ 11, Räikkönen sử dụng thêm một bộ lốp mềm để leo lên các vị trí. Đồng đội của anh ấy, Romain Grosjean, về thứ ba. Grosjean ban đầu thể hiện tốc độ để thách thức vị trí dẫn đầu của Vettel nhưng không có thêm bộ lốp mới và thua nhà đương kim vô địch thế giới sau lần đổi lốp đầu tiên. Lewis Hamilton về thứ tám vì bị cản trở bởi các cuộc đổi lốp chậm. Đồng đội của anh, Jenson Button, buộc phải bỏ cuộc hai vòng trước khi cuộc đua kết thúc sau khi báo cáo có rung động bất thường. Daniel Ricciardo bị lôi kéo vào một pha va chạm sớm khiến tay đua người Úc tụt thứ tự từ vị trí thứ 6 xuống vị trí thứ 15 sau khi kết thúc cuộc đua. Chiến thắng của Vettel giúp anh dẫn trước Hamilton bốn điểm trong bảng xếp hạng các tay đua. Mark Webber về đích vị trí thứ tư liên tiếp và điều đó giúp anh đảm bảo vị trí thứ ba. Red Bull Racing dẫn trước McLaren trong bảng xếp hạng các đội đua và Lotus lên vị trí thứ ba sau khi Räikkönen và Grosjean lên bục trao giải.

Pastor Maldonado giành chiến thắng lần đầu tiên cho Williams kể từ giải đua ô tô Công thức 1 Brazil 2004

Lewis Hamilton giành được vị trí pole thứ ba của mùa giải ở giải đua ô tô Công thức 1 Tây Ban Nha. Thế nhưng, anh bị loại khỏi kết quả vòng phân hạng sau khi xe của anh không có đủ nhiên liệu để quay lại làn pit để kiểm tra kỹ lưỡng. Do vậy, Pastor Maldonado được xuất phát từ vị trí pole sau khi được thăng lên từ vị trí thứ 2 và Hamilton bắt buộc xuất phát từ vị trí cuối cùng. Fernando Alonso dẫn đầu cuộc đua từ vòng cua đầu tiên nhưng Maldonado đã giành lại nó sau khi đổi lốp lần thứ hai. Maldonado duy trì vị trí dẫn đầu với khoảng cách 7 giây trước Alonso nhưng một sai lầm của Williams trong lần đổi lốp thứ ba đã khiến anh mất thời gian. Trong khi đó, người xếp thứ ba là Kimi Räikkönen chuyển sang một chiến lược đầy tham vọng khi tiếp tục đua và buộc Maldonado và Alonso phải sử dụng bộ lốp cho đến khi vượt quá tuổi thọ để giành vị trí đầu tiên. Chiến lược của Räikkönen thất bại khi Maldonado chịu được áp lực từ Alonso trong 15 vòng, giành chiến thắng với khoảng cách 3 giây và trở thành tay đua người Venezuela đầu tiên giành được chiến thắng trong Công thức 1. Đây là chiến thắng đầu tiên của Williams sau 130 chặng đua sau chiến thắng của Juan Pablo Montoya tại giải đua ô tô Công thức 1 Brazil 2004. Lewis Hamilton về đích thứ 8 sau khi xuất phát từ vị trí thứ 24, trong khi Sebastian Vettel về đích thứ 6 sau khi thoát khỏi một án phạt drive-through, sau một lần đổi mũi xe đột xuất và cú vượt Nico Rosberg. Sau cuộc đua này, Vettel tiếp tục giữ được vị trí dẫn đầu bảng xếp hạng.
Tại giải đua ô tô Công thức 1 Monaco, Michael Schumacher lập thời gian nhanh nhất nhưng một án phạt khiến ông bị tụt năm bậc và vào cuộc đua, ông phải xuất phát từ vị trí thứ sáu. Mark Webber bắt đầu từ vị trí pole và sớm dẫn trước Nico Rosberg sau một vụ tai nạn ở vòng cua đầu tiên khiến bốn tay đua phải bỏ cuộc. Trong suốt cuộc đua, các tay đua cố gắng kéo dài tuổi thọ của lốp xe để tránh bị buộc phải đổi lốp và tụt xuống. Sự đa dạng của các chiến lược được sử dụng bởi những tay đua ở các vị trí dẫn đầu đã khiến chiếc xe ở vị trí top 6 chạy sát đuôi nhau trong mười vòng đua cuối cùng. Webber giành chiến thắng cuộc đua và đây là chiến thắng thứ hai của anh ở Monaco. Rosberg về thứ hai và Fernando Alonso về thứ ba và kết quả đó giúp Alonso dẫn trước ba điểm trong bảng xếp hạng. Red Bull Racing duy trì vị trí dẫn đầu trong bảng xếp hạng các tay đua. Heikki Kovalainen về thứ 13 và giúp Caterham vượt qua Marussia để giành vị trí thứ 10.

#### Những chặng đua giữa mùa

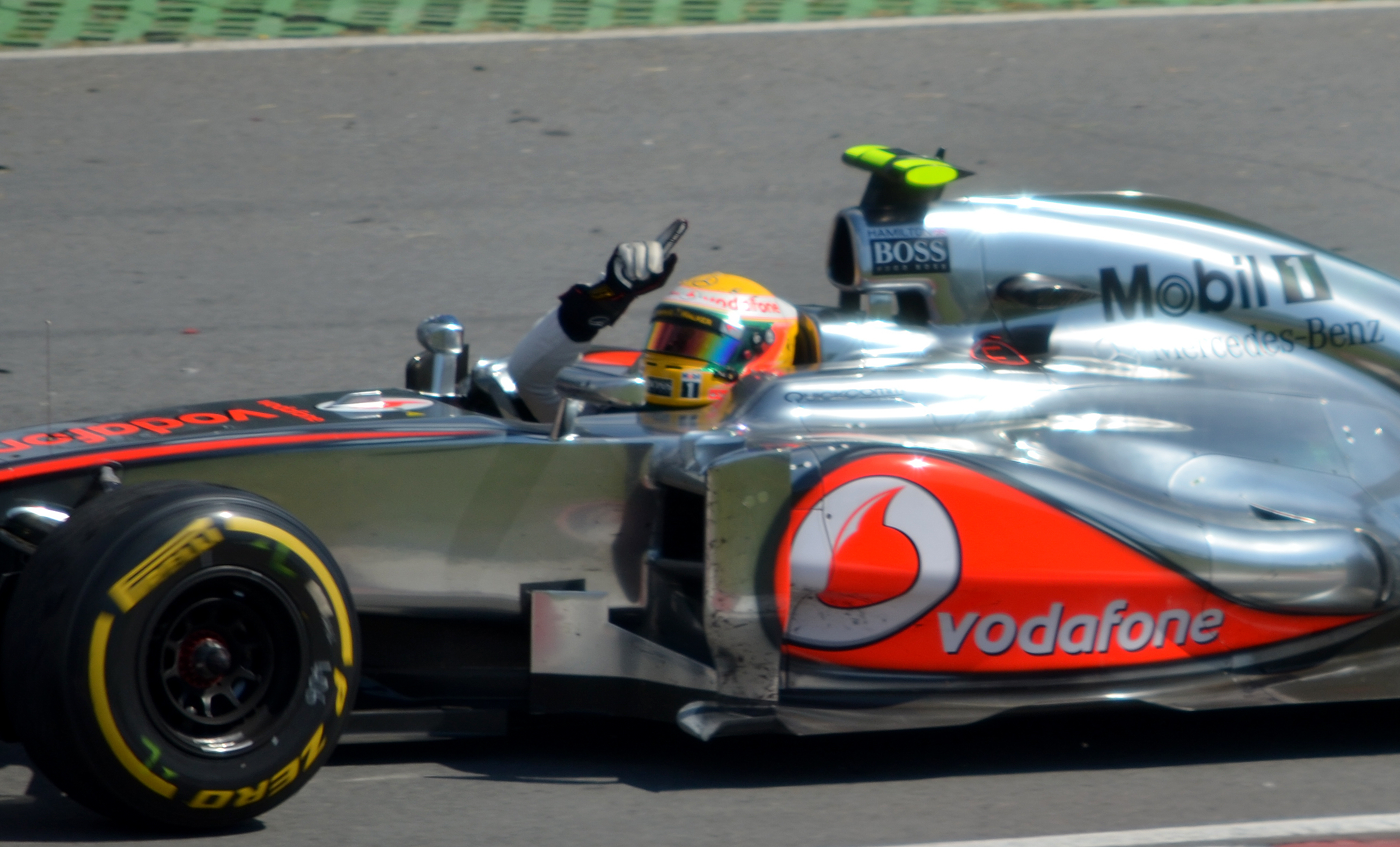
Lewis Hamilton giành chiến thắng tại giải đua ô tô Công thức 1 Canada 2012. Điều này khiến anh trở thành tay đua thứ 7 giành chiến thắng trong bảy chặng đua đầu tiên.

Một tuần trước giải đua ô tô Công thức 1 Canada, FIA tuyên bố sàn xe mà Red Bull sử dụng ở Monaco bất hợp pháp và do vậy, Red Bull buộc phải thay đổi các bộ phận vi phạm cho giải đua ô tô Công thức 1 Canada. Bất chấp quyết định của FIA, kết quả của đội vẫn được giữ nguyên. Tiếp theo đó, đội cũng buộc phải thay đổi thiết kế trục sau khi Giám đốc cuộc đua FIA, ông Charlie Whiting, cảm thấy rằng các lỗ trên trục trái với quy định kỹ thuật. Tuy nhiên, Sebastian Vettel giành vị trí pole trong 3/10 giây. Anh kiểm soát giai đoạn đầu của cuộc đua nhưng bị Lewis Hamilton bắt kịp và vượt qua trước khi đổi lốp lần đầu tiên, trong khi Fernando Alonso vượt qua ngay sau đó. Cả ba tay đua đều đang sử dụng chiến lược hai lần đổi lốp vào thời điểm đó nhưng khi Hamilton đổi lốp lần thứ hai, cả Alonso và Vettel đều chuyển sang chiến lược một lần đổi lốp. Hamilton có 20 còn lại để bù lại khoảng thời gian thiếu 12 giây và anh dễ dàng vượt qua Vettel. Sau 20 vòng đó, anh vượt được Alonso, Grosjean, Pérez và Vettel để giành chiến thắng cuộc đua và đồng thời trở thành người chiến thắng thứ bảy trong bảy cuộc đua và dẫn trước hai điểm trong bảng xếp hạng. Vị trí thứ hai của Grosjean giúp Lotus giành vị trí thứ ba trong bảng xếp hạng các đội đua từ Ferrari. Cả Grosjean và Pérez đều gây ngạc nhiên khi leo lên bục trao giải.

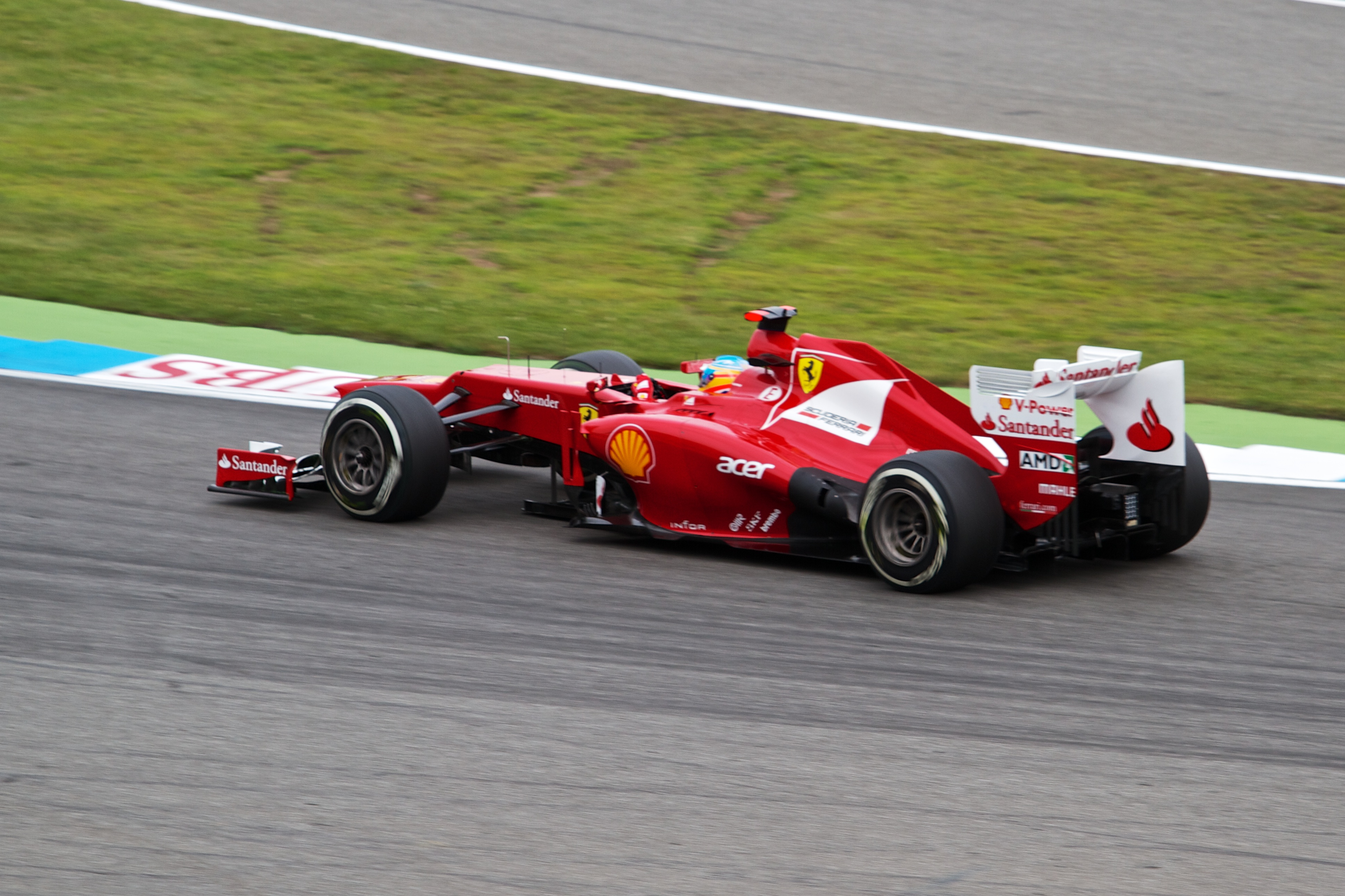
Fernando Alonso giành chiến thắng thứ ba trong mùa giải này tại giải đua ô tô Công thức 1 Đức.

Tại giải đua ô tô Công thức 1 Châu Âu sau đó, Fernando Alonso trở thành tay đua đầu tiên giành chiến thắng hai lần trong mùa giải này, giành chiến thắng đầu tiên trên quê hưong mình kể từ giải đua ô tô Công thức 1 Tây Ban Nha 2006. Bắt đầu từ vị trí thứ 11, Alonso vượt các tay đua phía trước mình và suýt chút nữa tránh được cuộc va chạm giữa Bruno Senna và Kamui Kobayashi khi Sebastian Vettel dẫn trước 20 giây sau lần đổi lốp đầu tiên. Vị trí dẫn đầu của Vettel đã bị gián đoạn khi Heikki Kovalainen và Jean-Éric Vergne va chạm với nhau. Alonso đứng thứ ba khi cuộc đua bắt đầu trở lại và tận dụng sai lầm của tay đua xếp thứ hai Romain Grosjean để áp sát Vettel. Vettel vượt lên một lần nữa nhưng phải bỏ cuộc khi động cơ bị hỏng ở vòng 33. Grosjean cố gắng thách thức Alonso nhưng phải bỏ cuộc do sự cố máy phát điện bảy vòng sau đó. Tiếp theo đó, anh bỏ xa Lewis Hamilton và Kimi Räikkönen bốn giây. Khi cuộc đua bước vào những vòng cuối cùng, Räikkönen buộc phải vượt qua Hamilton để giành vị trí thứ hai nhưng nỗ lực giành vị trí thứ ba của Pastor Maldonado kết thúc với việc Hamilton lao vào rào chắn và tay đua Williams bị gãy mũi xe. Maldonado về đích ở vị trí thứ 10 nhưng nhận một án phạt sau cuộc đua và bị tụt xuống vị trí thứ 12. Trong khi đó, Michael Schumacher và Mark Webber leo lên nhiều vị trí nhờ đổi lốp muộn và đồng thời tận dụng pha va chạm giữa Maldonado và Hamilton để về thứ ba và thứ tư sau Alonso và Räikkönen. Đây là lần lên bục đầu tiên của Schumacher kể từ giải đua ô tô Công thức 1 Trung Quốc 2006. Thông qua chiến thắng này, Alonso củng cố vị trí dẫn đầu của anh với khoảng cách 20 trong khi Vettel tụt xuống vị trí thứ 4 sau khi bỏ cuộc, kém Alonso 26 điểm.
Giải đua ô tô Công thức 1 Anh được quyết định bởi sự lựa chọn bộ lốp xe trong khoảng stint đầu tiên khi Alonso chuyển sang lựa chọn bộ lốp mềm hơn và Webber chuyển sang bộ lốp cứng hơn vào giai đoạn cuối của cuộc đua. Webber bắt được Alonso trong 5 vòng đua còn lại và vượt qua Alonso trên đường thẳng Wellington Strait. Webber tiếp tục giành chiến thắng thứ hai trong mùa giải, với Vettel về thứ ba và Felipe Massa về thứ tư, kết quả tốt nhất của anh kể từ khi lên bục trao giải ở Hàn Quốc năm 2010. Kết quả này giúp Webber tiến gần đến vị trí dẫn đầu với khoảng cách 13 điểm, với cả hai tay đua đều bỏ xa tay đua xếp thứ ba là Vettel. Sau khi sớm thể hiện sự hứa hẹn trong điều kiện ẩm ướt, McLaren thụt lùi trong điều kiện khô ráo và để mất vị trí thứ hai trong bảng xếp hạng các đội đua vào tay Ferrari và vị trí thứ ba vào tay Lotus.
Tại giải đua ô tô Công thức 1 Đức, Fernando Alonso kiểm soát phần lớn cuộc đua từ vị trí dẫn đầu và anh tiếp tục giành chiến thắng thứ ba trong mùa giải. Chặng đua này cũng là chặng đua thứ 100 của Lewis Hamilton nhưng cuộc đua của anh bắt đầu một cách thảm họa khi anh bị thủng lốp ở vòng thứ ba và dành phần lớn thời gian của cuộc đua ở các vị trí cuối cùng trước khi phải bỏ cuộc ở vòng 56 vì hệ thống treo lốp gặp sự cố. Sebastian Vettel sau đó cho rằng đây là một mưu đồ của McLaren để buộc cả anh và Alonso phải lái xe phòng thủ trước Hamilton, làm họ chậm lại đủ để cho phép đồng đội Jenson Button vượt qua họ ở lần đổi lốp thứ ba. Vettel mất một vị trí vào tay Button nhưng Alonso không bị ảnh hưởng vì Ferrari đổi lốp cho anh trước khi Hamilton có thể can thiệp vào cuộc đua của anh. Nhìn thoáng qua Button có vẻ có tốc độ để vượt qua Alonso để dẫn đầu cuộc đua, nhưng cuộc đua bắt đầu nhàm chán trong 20 vòng cuối cùng. Sau cuộc đua, Vettel về đích thứ hai nhưng nhận án phạt 20 giây vào thời gian đua của anh ấy do vượt Button trái phép và điều đó khiến anh bị tụt xuống thứ năm. Sau án phạt của Vettel, Button được thăng lên vị trí thứ nhì, Kimi Räikkönen leo lên vị trí thứ ba và Kamui Kobayashi lên vị trí thứ tư.
Mùa giải bắt đầu bước sang nửa cuối cùng kể từ giải đua ô tô Công thức 1 Hungary. Trước thềm chặng đua đó, Fernando Alonso duy trì vị trí dẫn đầu của mình với khoảng cách 34 điểm so với đối thủ gần nhất, Mark Webber. Cuộc đua phải bắt đầu lại một lần nữa sau khi Michael Schumacher xếp hàng sai vị trí và sau đó tắt động cơ một cách bối rối. Hamilton và Grosjean dẫn đầu cuộc đua. Sau khi Jenson Button chuyển sang chiến lược ba lần đổi lốp, McLaren yêu cầu Hamilton giữ vị trí của mình. Tiếp theo đó, Kimi Räikkönen dẫn đầu sau loạt đổi lốp đầu tiên và liên tiếp lập một loạt vòng đua nhanh nhất để áp sát đồng đội Grosjean sau khi anh đổi lốp. Mặc dù rút ngắn khoảng cách thời gian với vị trí dẫn đầu của Hamilton hai giây trong năm vòng còn lại của cuộc đua, Räikkönen không thể gây áp lực lên Hamilton được nữa. Sau khi cuộc đua kết thúc, Hamilton giành chiến thắng lần thứ hai trong mùa giải này. Ngoài ra, đó cũng là chiến thắng thứ 19 trong sự nghiệp của anh. Räikkönen về thứ hai và Grosjean về thứ ba. Nhờ chiến thắng của mình, Hamilton trở lại cuộc tranh giành chức vô địch trong khi quyết định muộn của Red Bull chuyển Mark Webber sang chiến lược ba lần đổi lốp khiến tay đua người Úc tụt lại phía sau Fernando Alonso. Sau cuộc đua này, Alonso kéo dài vị trí dẫn đầu của mình đến 40 điểm.
Một tháng sau đó, mùa giải tiếp tục tại giải đua ô tô Công thức 1 Bỉ. Jenson Button vượt qua vòng phân hạng ở vị trí pole và anh dẫn đầu sau khi xuất phát. Ngay sau đó, bốn chiếc xe chất đống từ phía sau anh vì Romain Grosjean va chạm với Lewis Hamilton. Tiếp theo đó, cả hai cùng đâm vào Fernando Alonso và Sergio Pérez và khiến tất cả bốn tay đua này phải bỏ cuộc ngay lập tức. Trong vụ va chạm đó, xe của Kamui Kobayashi cũng bị hư hỏng và Pastor Maldonado bị quay giữa sự hỗn loạn. Sau đó, FIA cấm Grosjean tham gia chặng đua tiếp theo vì gây ra vụ va chạm này. Đồng thời, anh cũng là tay đua đầu tiên bị cấm đua sau 18 năm. Button dẫn đầu cuộc đua từ vị trí pole và không bị thách thức trong suốt cuộc đua. Sebastian Vettel về đích vị trí thứ hai sau khi xuất phát từ vị trí thứ 10 với chiến lược một lần đổi lốp duy nhất. Kimi Räikkönen xuất phát và về thứ ba do chiến lược bảo quản lốp một cách thận trọng thất bại buộc anh phải đổi lốp lần thứ hai. Nico Hülkenberg về đích ở vị trí thứ tư và lập kết quả tốt nhất trong sự nghiệp Công thức 1 của mình. Toro Rosso ghi điểm lần đầu tiên kể từ Malaysia sau khi Jean-Éric Vergne và Daniel Ricciardo lần lượt về thứ 8 và thứ 9.
Giải đua ô tô Công thức 1 Ý, chặng đua cuối cùng ở châu Âu, diễn ra ở trường đua Monza. Trong vòng phân hạng, Lewis Hamilton giành pole sau khi slipstream Felipe Massa cho Fernando Alonso để giúp Alonso giành vị trí pole thất bại. Hamilton sớm kiểm soát cuộc đua và trong khi hai tay đua của Ferrari sớm đạt được kết quả đáng kể để về thứ hai và thứ ba mặc dù mất liên kết dữ liệu trong xe của họ. Mặc dù vây, Sergio Pérez chính là thử thách lớn nhất đối với Hamilton. Xuất phát ngoài vị trí top 10, Pérez quyết định xuất phát bằng bộ lốp cứng và chỉ phải đổi lốp một lần duy nhất và lập vòng đua nhanh nhất. Hamilton cuối cùng chiếm ưu thế nhưng buộc phải cố gắng trong những vòng đua cuối cùng để bảo vệ vị trí dẫn đầu và giành chiến thắng trong cuộc đua trong bốn giây khi Pérez lên bục trao giải lần thứ ba trong mùa giải sau khi về đích ở vị trí thứ hai. Alonso về đích ở vị trí thứ ba sau khi Jenson Button bỏ cuộc và hưởng lợi từ một án phạt của Sebastian Vettel khi nhà đương kim vô địch thế giới ép Alonso ở góc cua Curva Grande và khiến Alonso chệch khỏi đường đua. Trong cuộc đua này, Romain Grosjean không xuất hiện do bị đình chỉ đua và vì vậy Lotus đã mời Jérôme d'Ambrosio, cựu tay đua của Marussia, làm tay đua chính thứ hai của họ vào cuối tuần. D'Ambrosio vượt qua vòng phân hạng ở vị trí thứ 16 và về đích ở vị trí thứ 13. Cả hai tay đua của Red Bull Racing phải bỏ cuộc do Vettel trở thành nạn nhân của một sự cố máy phát điện khác và Mark Webber quay xe dữ dội tại Ascari Chicane dẫn đến việc lốp xe của anh ấy bị hư hại khiến xe rung lắc. Điều này cho phép Hamilton vượt lên dẫn trước cả hai tay đua và Kimi Räikkönen – người đã về đích ở vị trí thứ năm – để giành vị trí thứ hai trong bảng xếp hạng các tay đua. Trong bảng xếp hạng các đội đua, McLaren đã thu hẹp khoảng cách với Red Bull.

#### Những chặng đua cuối cùng

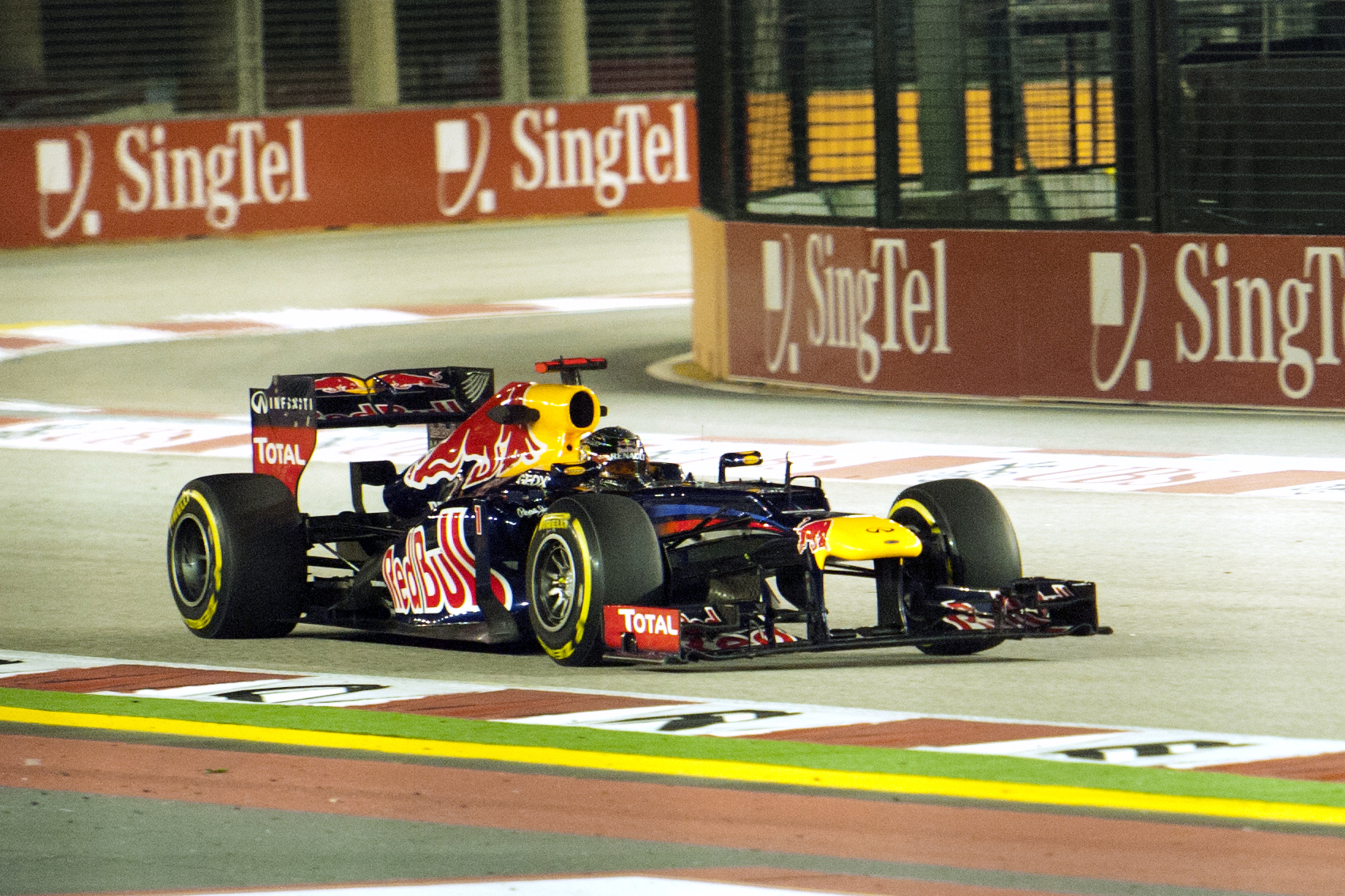
Vettel giành chiến thắng thứ hai của mình trong mùa giải này sau khi Hamilton bỏ cuộc vì hộp số bị hỏng

Tại giải đua ô tô Công thức 1 Singapore, mùa giải trở lại châu Á và cuộc tranh giành vô địch là tâm điểm trong những chặng đua còn lại của mùa giải. Lewis Hamilton giành pole ở vòng phân hạng trong khi Fernando Alonso chỉ có thể giành được vị trí thứ năm. Trong cuộc đua, hộp số của Hamilton bị hỏng và anh buộc phải bỏ cuộc và để Sebastian Vettel dẫn đầu cuộc đua. Cuộc đua đã được rút ngắn còn hai vòng để phù hợp với giới hạn thời gian hai giờ cho một cuộc đua. Narain Karthikeyan lao thẳng vào hàng rào dưới khán đài ở vòng 30 và buộc xe an toàn phải được triển khai. Sau đó, Michael Schumacher đã đoán sai điểm phanh của mình ở cuối cầu Esplanade và lao thẳng vào phía sau chiếc xe Toro Rosso của Jean-Éric Vergne và khiến chiếc xe an toàn triển khai lần thứ hai trong vì vụ va chạm này. Vì gây ra vụ va chạm này, ông bị tụt 10 bậc tại giải đua ô tô Công thức 1 Nhật Bản. Vettel kiểm soát cuộc đua từ vị trí dẫn đầu sau khi cuộc đua khởi động lại lần thứ hai và đánh bại Jenson Button để giành chiến thắng thứ hai trong mùa giải. Đó cũng là chiến thắng đầu tiên của Vettel kể từ giải đua ô tô Công thức 1 Bahrain năm tháng trước đó. Alonso hoàn thành bục nhận giải và tiếp tục dẫn đầu sau khi bảo vệ vị trí của mình trước Paul di Resta vào cuối cuộc đua.
Tại giải đua ô tô Công thức 1 Nhật Bản, Fernando Alonso bị lôi cuốn vào một pha va chạm ở góc đầu tiên sau khi xuất phát. Trong pha va chạm đó, xe của anh xoay khi va chạm với Kimi Räikkönen và khiến các đối thủ giành chức vô địch của anh hưởng lợi từ vụ va chạm đó. Thêm vào đó, Mark Webber cũng bị cuốn vào vụ va chạm đó khi anh ta bị Romain Grosjean đâm trúng. Sau đó, Webber buộc phải vào làn pit ngay lập tức trong khi Grosjean bị phạt 10 giây vì gây thêm một sự cố ở vòng đua mở màn. Bruno Senna cũng nhận một án phạt từ những người quản lý do đâm Nico Rosberg khi cố gắng tránh Grosjean và Webber. Sebastian Vettel giành chiến thắng cuộc đua này từ vị trí pole, dẫn đầu mọi vòng đua và lập vòng đua nhanh nhất và đồng thời lập Grand Slam thứ hai của mình. Felipe Massa về nhì và đó là lần lên bục trao giải đầu tiên của anh kể từ giải đua ô tô Công thức 1 Hàn Quốc 2010. Kamui Kobayashi lần đầu tiên lên bục trao giải trong sự nghiệp Công thức 1 của mình sau khi về đích ở vị trí thứ ba. Đồng thời, anh cũng là tay đua người Nhật Bản thứ hai lên bục trao giải tại chặng đua quê huơng mình tại trường đua Suzuka International kể từ khi Aguri Suzuki về thứ ba vào năm 1990.
Tại chặng đua tiếp theo ở Hàn Quốc, Vettel đã vượt qua đồng đội Mark Webber ngay sau khi cuộc đua bắt đầu. Ngay sau đó, Jenson Button, Nico Rosberg và Kamui Kobayashi va chạm với nhau và sau đó, Button và Rosberg phải bỏ cuộc. Trong cuộc đua này, việc bảo quản bộ lốp xe trở thành tâm điểm khi các tay đua cho biết lốp bị mòn nhiều, đặc biệt là ở lốp trước bên phải. Vettel phớt lờ sáu cuộc gọi vô tuyến từ đội của anh khi đội cố gắng cảnh báo rằng lốp của anh sắp sửa hỏng và bộ lốp này chỉ vừa đủ trong vài vòng cuối cùng để giành chiến thắng trước Webber. Thế nhưng, đội sau đó phủ nhận về vấn đề lốp xe của Vettel. Sau cuộc đua này, Vettel giành chiến thắng trước đồng đội Webber và Fernando Alonso. Đó cũng là chiến thắng thứ ba liên tiếp của Vettel. Cuộc đua của Lewis Hamilton trở nên tồi tệ hơn khi thanh chống lật trên chiếc xe McLaren của anh bị hỏng trong khi bộ lốp kém đến mức anh ấy buộc phải đổi lốp đột xuất để hoàn thành cuộc đua. Vettel soán ngôi vị trí dẫn đầu của Alonso và tiếp quản vị trí dẫn đầu với khoảng cách 6 điểm trong bảng xếp hạng các tay đua. Sau khi Button phải bỏ cuộc và Hamilton chỉ ghi được 1 điểm duy nhất, McLaren mất vị trí thứ hai trong bảng xếp hạng các đội đua vào tay Ferrari.

## Kết quả
| Stt | Chặng đua                             | Vị trí pole      | Vòng đua nhanh nhất | Tay đua giành chiến thắng | Đội đua giành chiến thắng | Diễn biến chi tiết |
| --- | ------------------------------------- | ---------------- | ------------------- | ------------------------- | ------------------------- | ------------------ |
| 1   | Giải đua ô tô Công thức 1 Úc          | Lewis Hamilton   | Jenson Button       | Jenson Button             | McLaren-Mercedes          | Chi tiết           |
| 2   | Giải đua ô tô Công thức 1 Malaysia    | Lewis Hamilton   | Kimi Räikkönen      | Fernando Alonso           | Ferrari                   | Chi tiết           |
| 3   | Giải đua ô tô Công thức 1 Trung Quốc  | Nico Rosberg     | Kamui Kobayashi     | Nico Rosberg              | Mercedes                  | Chi tiết           |
| 4   | Giải đua ô tô Công thức 1 Bahrain     | Sebastian Vettel | Sebastian Vettel    | Sebastian Vettel          | Red Bull-Renault          | Chi tiết           |
| 5   | Giải đua ô tô Công thức 1 Tây Ban Nha | Pastor Maldonado | Romain Grosjean     | Pastor Maldonado          | Williams-Renault          | Chi tiết           |
| 6   | Giải đua ô tô Công thức 1 Monaco      | Mark Webber      | Sergio Pérez        | Mark Webber               | Red Bull-Renault          | Chi tiết           |
| 7   | Giải đua ô tô Công thức 1 Canada      | Sebastian Vettel | Sebastian Vettel    | Lewis Hamilton            | McLaren-Mercedes          | Chi tiết           |
| 8   | Giải đua ô tô Công thức 1 Châu Âu     | Sebastian Vettel | Nico Rosberg        | Fernando Alonso           | Ferrari                   | Chi tiết           |
| 9   | Giải đua ô tô Công thức 1 Anh         | Fernando Alonso  | Kimi Räikkönen      | Mark Webber               | Red Bull-Renault          | Chi tiết           |
| 10  | Giải đua ô tô Công thức 1 Đức         | Fernando Alonso  | Michael Schumacher  | Fernando Alonso           | Ferrari                   | Chi tiết           |
| 11  | Giải đua ô tô Công thức 1 Hungary     | Lewis Hamilton   | Sebastian Vettel    | Lewis Hamilton            | McLaren-Mercedes          | Chi tiết           |
| 12  | Giải đua ô tô Công thức 1 Bỉ          | Jenson Button    | Bruno Senna         | Jenson Button             | McLaren-Mercedes          | Chi tiết           |
| 13  | Giải đua ô tô Công thức 1 Ý           | Lewis Hamilton   | Nico Rosberg        | Lewis Hamilton            | McLaren-Mercedes          | Chi tiết           |
| 14  | Giải đua ô tô Công thức 1 Singapore   | Lewis Hamilton   | Nico Hülkenberg     | Sebastian Vettel          | Red Bull-Renault          | Chi tiết           |
| 15  | Giải đua ô tô Công thức 1 Nhật Bản    | Sebastian Vettel | Sebastian Vettel    | Sebastian Vettel          | Red Bull-Renault          | Chi tiết           |
| 16  | Giải đua ô tô Công thức 1 Hàn Quốc    | Mark Webber      | Mark Webber         | Sebastian Vettel          | Red Bull-Renault          | Chi tiết           |
| 17  | Giải đua ô tô Công thức 1 Ấn Độ       | Sebastian Vettel | Jenson Button       | Sebastian Vettel          | Red Bull-Renault          | Chi tiết           |
| 18  | Giải đua ô tô Công thức 1 Abu Dhabi   | Lewis Hamilton   | Sebastian Vettel    | Kimi Räikkönen            | Lotus-Renault             | Chi tiết           |
| 19  | Giải đua ô tô Công thức 1 Hoa Kỳ      | Sebastian Vettel | Sebastian Vettel    | Lewis Hamilton            | McLaren-Mercedes          | Chi tiết           |
| 20  | Giải đua ô tô Công thức 1 Brasil      | Lewis Hamilton   | Lewis Hamilton      | Jenson Button             | McLaren-Mercedes          | Chi tiết           |

## Bảng xếp hạng

### Hệ thống ghi điểm
Điểm được trao cho các tay đua về đích ở 10 vị trí đầu tiên.
| Vị trí  | 1  | 2  | 3  | 4  | 5  | 6 | 7 | 8 | 9 | 10 |
| Số điểm | 25 | 18 | 15 | 12 | 10 | 8 | 6 | 4 | 2 | 1  |

### Bảng xếp hạng các tay đua
| Vị trí | Tay đua            | AUS | MAL | CHN | BHR | ESP | MON | CAN | EUR  | GBR | GER | HUN | BEL | ITA | SIN  | JPN | KOR | IND | ABU  | USA | BRA   | Số điểm |
| ------ | ------------------ | --- | --- | --- | --- | --- | --- | --- | ---- | --- | --- | --- | --- | --- | ---- | --- | --- | --- | ---- | --- | ----- | ------- |
| 1      | Sebastian Vettel   | 2   | 11  | 5   | 1PF | 6   | 4   | 4PF | RetP | 3   | 5   | 4F  | 2   | 22† | 1    | 1PF | 1   | 1P  | 3F   | 2PF | 6     | 281     |
| 2      | Fernando Alonso    | 5   | 1   | 9   | 7   | 2   | 3   | 5   | 1    | 2P  | 1P  | 5   | Ret | 3   | 3    | Ret | 3   | 2   | 2    | 3   | 2     | 278     |
| 3      | Kimi Räikkönen     | 7   | 5F  | 14  | 2   | 3   | 9   | 8   | 2    | 5F  | 3   | 2   | 3   | 5   | 6    | 6   | 5   | 7   | 1    | 6   | 10    | 207     |
| 4      | Lewis Hamilton     | 3P  | 3P  | 3   | 8   | 8   | 5   | 1   | 19†  | 8   | Ret | 1P  | Ret | 1P  | RetP | 5   | 10  | 4   | RetP | 1   | RetPF | 190     |
| 5      | Jenson Button      | 1F  | 14  | 2   | 18† | 9   | 16† | 16  | 8    | 10  | 2   | 6   | 1P  | Ret | 2    | 4   | Ret | 5F  | 4    | 5   | 1     | 188     |
| 6      | Mark Webber        | 4   | 4   | 4   | 4   | 11  | 1P  | 7   | 4    | 1   | 8   | 8   | 6   | 20† | 11   | 9   | 2PF | 3   | Ret  | Ret | 4     | 179     |
| 7      | Felipe Massa       | Ret | 15  | 13  | 9   | 15  | 6   | 10  | 16   | 4   | 12  | 9   | 5   | 4   | 8    | 2   | 4   | 6   | 7    | 4   | 3     | 122     |
| 8      | Romain Grosjean    | Ret | Ret | 6   | 3   | 4F  | Ret | 2   | Ret  | 6   | 18  | 3   | Ret | EX  | 7    | 19† | 7   | 9   | Ret  | 7   | Ret   | 96      |
| 9      | Nico Rosberg       | 12  | 13  | 1P  | 5   | 7   | 2   | 6   | 6F   | 15  | 10  | 10  | 11  | 7F  | 5    | Ret | Ret | 11  | Ret  | 13  | 15    | 93      |
| 10     | Sergio Pérez       | 8   | 2   | 11  | 11  | Ret | 11F | 3   | 9    | Ret | 6   | 14  | Ret | 2   | 10   | Ret | 11  | Ret | 15   | 11  | Ret   | 66      |
| 11     | Nico Hülkenberg    | Ret | 9   | 15  | 12  | 10  | 8   | 12  | 5    | 12  | 9   | 11  | 4   | 21† | 14F  | 7   | 6   | 8   | Ret  | 8   | 5     | 63      |
| 12     | Kamui Kobayashi    | 6   | Ret | 10F | 13  | 5   | Ret | 9   | Ret  | 11  | 4   | 18† | 13  | 9   | 13   | 3   | Ret | 14  | 6    | 14  | 9     | 60      |
| 13     | Michael Schumacher | Ret | 10  | Ret | 10  | Ret | Ret | Ret | 3    | 7   | 7F  | Ret | 7   | 6   | Ret  | 11  | 13  | 22† | 11   | 16  | 7     | 49      |
| 14     | Paul di Resta      | 10  | 7   | 12  | 6   | 14  | 7   | 11  | 7    | Ret | 11  | 12  | 10  | 8   | 4    | 12  | 12  | 12  | 9    | 15  | 19†   | 46      |
| 15     | Pastor Maldonado   | 13† | 19† | 8   | Ret | 1P  | Ret | 13  | 12   | 16  | 15  | 13  | Ret | 11  | Ret  | 8   | 14  | 16  | 5    | 9   | Ret   | 45      |
| 16     | Bruno Senna        | 16† | 6   | 7   | 22† | Ret | 10  | 17  | 10   | 9   | 17  | 7   | 12F | 10  | 18†  | 14  | 15  | 10  | 8    | 10  | Ret   | 31      |
| 17     | Jean-Éric Vergne   | 11  | 8   | 16  | 14  | 12  | 12  | 15  | Ret  | 14  | 14  | 16  | 8   | Ret | Ret  | 13  | 8   | 15  | 12   | Ret | 8     | 16      |
| 18     | Daniel Ricciardo   | 9   | 12  | 17  | 15  | 13  | Ret | 14  | 11   | 13  | 13  | 15  | 9   | 12  | 9    | 10  | 9   | 13  | 10   | 12  | 13    | 10      |
| 19     | Vitaly Petrov      | Ret | 16  | 18  | 16  | 17  | Ret | 19  | 13   | DNS | 16  | 19  | 14  | 15  | 19   | 17  | 16  | 17  | 16   | 17  | 11    | 0       |
| 20     | Timo Glock         | 14  | 17  | 19  | 19  | 18  | 14  | Ret | DNS  | 18  | 22  | 21  | 15  | 17  | 12   | 16  | 18  | 20  | 14   | 19  | 16    | 0       |
| 21     | Charles Pic        | 15† | 20  | 20  | Ret | Ret | Ret | 20  | 15   | 19  | 20  | 20  | 16  | 16  | 16   | Ret | 19  | 19  | Ret  | 20  | 12    | 0       |
| 22     | Heikki Kovalainen  | Ret | 18  | 23  | 17  | 16  | 13  | 18  | 14   | 17  | 19  | 17  | 17  | 14  | 15   | 15  | 17  | 18  | 13   | 18  | 14    | 0       |
| 23     | Jérôme d'Ambrosio  |     |     |     |     |     |     |     |      |     |     |     |     | 13  |      |     |     |     |      |     |       | 0       |
| 24     | Narain Karthikeyan | DNQ | 22  | 22  | 21  | Ret | 15  | Ret | 18   | 21  | 23  | Ret | Ret | 19  | Ret  | Ret | 20  | 21  | Ret  | 22  | 18    | 0       |
| 25     | Pedro de la Rosa   | DNQ | 21  | 21  | 20  | 19  | Ret | Ret | 17   | 20  | 21  | 22  | 18  | 18  | 17   | 18  | Ret | Ret | 17   | 21  | 17    | 0       |

Chú thích:
- – Tay đua không hoàn thành toàn bộ cuộc đua nhưng được xếp hạng vì đã hoàn thành hơn 90% của cuộc đua.

### Bảng xếp hạng các đội đua
| Pos. | Đội đua              | Số xe | AUS | MAL | CHN | BHR | ESP | MON | CAN | EUR  | GBR | GER | HUN | BEL | ITA | SIN  | JPN | KOR | IND | ABU  | USA | BRA   | Số điểm |
| ---- | -------------------- | ----- | --- | --- | --- | --- | --- | --- | --- | ---- | --- | --- | --- | --- | --- | ---- | --- | --- | --- | ---- | --- | ----- | ------- |
| 1    | Red Bull-Renault     | 1     | 2   | 11  | 5   | 1PF | 6   | 4   | 4PF | RetP | 3   | 5   | 4F  | 2   | 22† | 1    | 1PF | 1   | 1P  | 3F   | 2PF | 6     | 460     |
| 1    | Red Bull-Renault     | 2     | 4   | 4   | 4   | 4   | 11  | 1P  | 7   | 4    | 1   | 8   | 8   | 6   | 20† | 11   | 9   | 2PF | 3   | Ret  | Ret | 4     | 460     |
| 2    | Ferrari              | 5     | 5   | 1   | 9   | 7   | 2   | 3   | 5   | 1    | 2P  | 1P  | 5   | Ret | 3   | 3    | Ret | 3   | 2   | 2    | 3   | 2     | 400     |
| 2    | Ferrari              | 6     | Ret | 15  | 13  | 9   | 15  | 6   | 10  | 16   | 4   | 12  | 9   | 5   | 4   | 8    | 2   | 4   | 6   | 7    | 4   | 3     | 400     |
| 3    | McLaren-Mercedes     | 3     | 1F  | 14  | 2   | 18† | 9   | 16† | 16  | 8    | 10  | 2   | 6   | 1P  | Ret | 2    | 4   | Ret | 5F  | 4    | 5   | 1     | 378     |
| 3    | McLaren-Mercedes     | 4     | 3P  | 3P  | 3   | 8   | 8   | 5   | 1   | 19†  | 8   | Ret | 1P  | Ret | 1P  | RetP | 5   | 10  | 4   | RetP | 1   | RetPF | 378     |
| 4    | Lotus-Renault        | 9     | 7   | 5F  | 14  | 2   | 3   | 9   | 8   | 2    | 5F  | 3   | 2   | 3   | 5   | 6    | 6   | 5   | 7   | 1    | 6   | 10    | 303     |
| 4    | Lotus-Renault        | 10    | Ret | Ret | 6   | 3   | 4F  | Ret | 2   | Ret  | 6   | 18  | 3   | Ret | 13  | 7    | 19† | 7   | 9   | Ret  | 7   | Ret   | 303     |
| 5    | Mercedes             | 7     | Ret | 10  | Ret | 10  | Ret | Ret | Ret | 3    | 7   | 7F  | Ret | 7   | 6   | Ret  | 11  | 13  | 22† | 11   | 16  | 7     | 142     |
| 5    | Mercedes             | 8     | 12  | 13  | 1P  | 5   | 7   | 2   | 6   | 6F   | 15  | 10  | 10  | 11  | 7F  | 5    | Ret | Ret | 11  | Ret  | 13  | 15    | 142     |
| 6    | Sauber-Ferrari       | 14    | 6   | Ret | 10F | 13  | 5   | Ret | 9   | Ret  | 11  | 4   | 18† | 13  | 9   | 13   | 3   | Ret | 14  | 6    | 14  | 9     | 126     |
| 6    | Sauber-Ferrari       | 15    | 8   | 2   | 11  | 11  | Ret | 11F | 3   | 9    | Ret | 6   | 14  | Ret | 2   | 10   | Ret | 11  | Ret | 15   | 11  | Ret   | 126     |
| 7    | Force India-Mercedes | 11    | 10  | 7   | 12  | 6   | 14  | 7   | 11  | 7    | Ret | 11  | 12  | 10  | 8   | 4    | 12  | 12  | 12  | 9    | 15  | 19†   | 109     |
| 7    | Force India-Mercedes | 12    | Ret | 9   | 15  | 12  | 10  | 8   | 12  | 5    | 12  | 9   | 11  | 4   | 21† | 14F  | 7   | 6   | 8   | Ret  | 8   | 5     | 109     |
| 8    | Williams-Renault     | 18    | 13† | 19† | 8   | Ret | 1P  | Ret | 13  | 12   | 16  | 15  | 13  | Ret | 11  | Ret  | 8   | 14  | 16  | 5    | 9   | Ret   | 76      |
| 8    | Williams-Renault     | 19    | 16† | 6   | 7   | 22† | Ret | 10  | 17  | 10   | 9   | 17  | 7   | 12F | 10  | 18†  | 14  | 15  | 10  | 8    | 10  | Ret   | 76      |
| 9    | Toro Rosso-Ferrari   | 16    | 9   | 12  | 17  | 15  | 13  | Ret | 14  | 11   | 13  | 13  | 15  | 9   | 12  | 9    | 10  | 9   | 13  | 10   | 12  | 13    | 26      |
| 9    | Toro Rosso-Ferrari   | 17    | 11  | 8   | 16  | 14  | 12  | 12  | 15  | Ret  | 14  | 14  | 16  | 8   | Ret | Ret  | 13  | 8   | 15  | 12   | Ret | 8     | 26      |
| 10   | Caterham-Renault     | 20    | Ret | 18  | 23  | 17  | 16  | 13  | 18  | 14   | 17  | 19  | 17  | 17  | 14  | 15   | 15  | 17  | 18  | 13   | 18  | 14    | 0       |
| 10   | Caterham-Renault     | 21    | Ret | 16  | 18  | 16  | 17  | Ret | 19  | 13   | DNS | 16  | 19  | 14  | 15  | 19   | 17  | 16  | 17  | 16   | 17  | 11    | 0       |
| 11   | Marussia-Cosworth    | 24    | 14  | 17  | 19  | 19  | 18  | 14  | Ret | DNS  | 18  | 22  | 21  | 15  | 17  | 12   | 16  | 18  | 20  | 14   | 19  | 16    | 0       |
| 11   | Marussia-Cosworth    | 25    | 15† | 20  | 20  | Ret | Ret | Ret | 20  | 15   | 19  | 20  | 20  | 16  | 16  | 16   | Ret | 19  | 19  | Ret  | 20  | 12    | 0       |
| 12   | HRT-Cosworth         | 22    | DNQ | 21  | 21  | 20  | 19  | Ret | Ret | 17   | 20  | 21  | 22  | 18  | 18  | 17   | 18  | Ret | Ret | 17   | 21  | 17    | 0       |
| 12   | HRT-Cosworth         | 23    | DNQ | 22  | 22  | 21  | Ret | 15  | Ret | 18   | 21  | 23  | Ret | Ret | 19  | Ret  | Ret | 20  | 21  | Ret  | 22  | 18    | 0       |

Chú thích:
- – Tay đua không hoàn thành toàn bộ cuộc đua nhưng được xếp hạng vì đã hoàn thành hơn 90% của cuộc đua.

Chú thích mở rộng cho các bảng trên:
| Chú thích                | Chú thích                                |
| Màu                      | Ý nghĩa                                  |
| ------------------------ | ---------------------------------------- |
| Vàng                     | Chiến thắng                              |
| Bạc                      | Hạng 2                                   |
| Đồng                     | Hạng 3                                   |
| Xanh lá                  | Các vị trí ghi điểm khác                 |
| Xanh dương               | Được xếp hạng                            |
| Xanh dương               | Không xếp hạng, có hoàn thành (NC)       |
| Tím                      | Không xếp hạng, bỏ cuộc (Ret)            |
| Đỏ                       | Không phân hạng (DNQ)                    |
| Đen                      | Bị loại khỏi kết quả (DSQ)               |
| Trắng                    | Không xuất phát (DNS)                    |
| Trắng                    | Chặng đua bị hủy (C)                     |
|                          | Không đua thử (DNP)                      |
| Loại trừ (EX)            |                                          |
| Không đến (DNA)          |                                          |
| Rút lui (WD)             |                                          |
| Không tham gia (ô trống) |                                          |
| Ghi chú                  | Ý nghĩa                                  |
| P                        | Giành vị trí pole                        |
| Số mũ cao                | Vị trí giành điểm tại chặng đua nước rút |
| F                        | Vòng đua nhanh nhất                      |